# لیکوی کوتوله ویسایان
لیکوی کوتوله ویسایان (نام علمی: Dasycrotapha pygmaea) نام یک گونه از راسته گنجشک‌سانان است.